# Валу-луй-Траян
Валу-луй-Траян (рум. Valu lui Traian) — комуна у повіті Констанца в Румунії. До складу комуни входить єдине село Валу-луй-Траян.
Комуна розташована на відстані 191 км на схід від Бухареста, 12 км на захід від Констанци, 144 км на південь від Галаца.

## Населення
За даними перепису населення 2002 року у комуні проживали 8824 особи.
Національний склад населення комуни:
| Національність            | Кількість осіб | Відсоток |
| ------------------------- | -------------- | -------- |
| румуни                    | 7195           | 81,5%    |
| татари                    | 1323           | 15,0%    |
| цигани                    | 188            | 2,1%     |
| турки                     | 103            | 1,2%     |
| угорці                    | 6              | 0,1%     |
| росіяни-липовани          | 2              | < 0,1%   |
| українці                  | 1              | < 0,1%   |
| німці                     | 1              | < 0,1%   |
| словаки                   | 1              | < 0,1%   |
| болгари                   | 1              | < 0,1%   |
| греки                     | 1              | < 0,1%   |
| не вказали національність | 2              | < 0,1%   |

Рідною мовою назвали:
| Мова       | Кількість осіб | Відсоток |
| ---------- | -------------- | -------- |
| румунська  | 7295           | 82,7%    |
| татарська  | 1263           | 14,3%    |
| циганська  | 162            | 1,8%     |
| турецька   | 94             | 1,1%     |
| угорська   | 5              | 0,1%     |
| українська | 1              | < 0,1%   |
| російська  | 1              | < 0,1%   |
| болгарська | 1              | < 0,1%   |
| грецька    | 1              | < 0,1%   |
| чеська     | 1              | < 0,1%   |

Склад населення комуни за віросповіданням:
| Релігія            | Кількість осіб | Відсоток |
| ------------------ | -------------- | -------- |
| православні        | 7236           | 82,0%    |
| мусульмани         | 1423           | 16,1%    |
| адвентисти         | 70             | 0,8%     |
| п'ятдесятники      | 33             | 0,4%     |
| римо-католики      | 30             | 0,3%     |
| греко-католики     | 6              | 0,1%     |
| лютерани           | 5              | 0,1%     |
| баптисти           | 4              | < 0,1%   |
| не релігійні       | 3              | < 0,1%   |
| атеїсти            | 3              | < 0,1%   |
| реформати          | 2              | < 0,1%   |
| бретрени           | 2              | < 0,1%   |
| не вказали релігію | 2              | < 0,1%   |

## Зовнішні посилання
- Дані про комуну Валу-луй-Траян на сайті Ghidul Primăriilor [Архівовано 18 липня 2009 у Wayback Machine.]